# Sântana
Sântana (in ungherese Újszentanna) è una città della Romania di 13 312 abitanti, ubicata nel distretto di Arad, nella regione storica della Transilvania.
La presenza della città è documentata si riferisce ad un antico insediamento, denominato Comlăuş, citato in un documento ecclesiastico del 1334 che inserisce la località nell'arcidiocesi di Pâncota; all'epoca del dominio dell'Impero austro-ungarico, Comlăuş venne unita con un borgo denominato Sfânta Ana, ubicato a Sud-Est, a formare l'attuale Sântana.